# Tomasz Lewandowski (żeglarz)
Tomasz Lewandowski (ur. 9 lipca 1959 w Iławie, zm. 13 lipca 2012 na Morzu Karaibskim) – polski żeglarz.
Jako pierwszy Polak i szósty człowiek na świecie w 2007 opłynął Ziemię samotnie, non stop, w kierunku ze wschodu na zachód, na jachcie „Luka” (typu Mikado 56, ożaglowanie typu kecz), w rejsie towarzyszył mu pies (Jack Russell terrier) o imieniu Wacek. Otrzymał tytuł żeglarza roku 2008, Srebrny Sekstant i Kolosa.
Zmarł 13 lipca 2012 w wyniku zawału serca na pokładzie swojego jachtu w okolicy panamskiej wyspy Isla Grande.